# 刘华 (1959年)
刘华（1959年10月—），男，籍贯山东郓城，生于北京，中华人民共和国政治人物，曾任中华人民共和国生态环境部副部长、党组成员，国家核安全局局长，现任国际原子能机构副总干事兼技术合作司司长。第十三届全国政协委员。